# Freiberg (Lauterhofen)
Die Einöde Freiberg ist ein Gemeindeteil des Marktes Lauterhofen im Landkreis Neumarkt in der Oberpfalz.
Kirchlich gehört Freiberg zur Pfarrei Traunfeld im Dekanat Habsberg.
Am 1. Mai 1978 wurde Deinschwang mit Ballertshofen, Freiberg, Grafenbuch und Mettenhofen nach Lauterhofen eingemeindet.
Die Kapelle St. Willibald, Wunibald und Walburga aus dem Jahre 1712 mit Glockendachreiter ist das einzige Denkmal am Ort. Vor ihr stehen die beiden gleichzeitig mit ihrem Bau gepflanzten Kapellenlinden. Die beiden monumentalen Baumveteranen sind jedoch nicht als Naturdenkmäler geschützt.

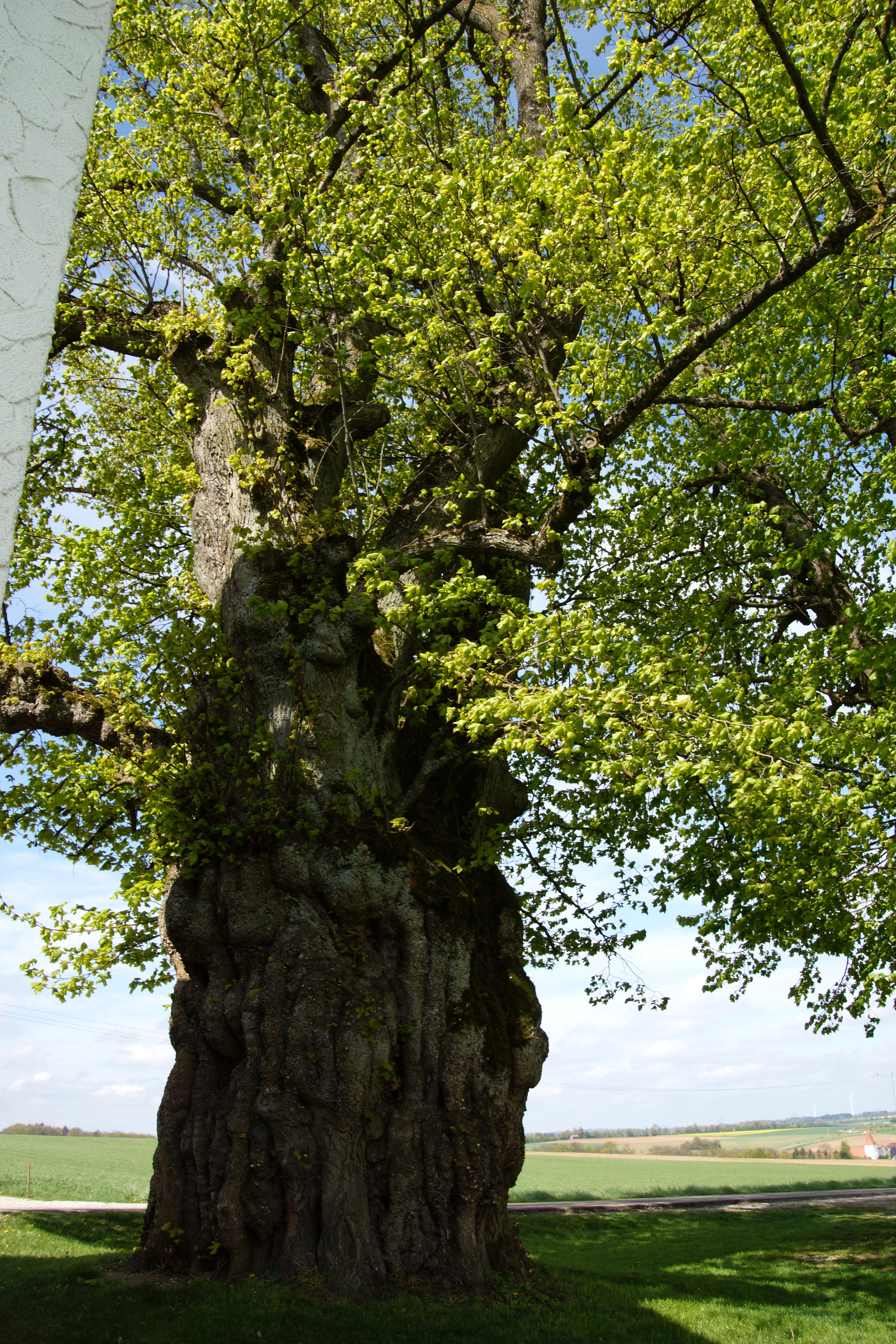
Stammumfang: 8,49 m
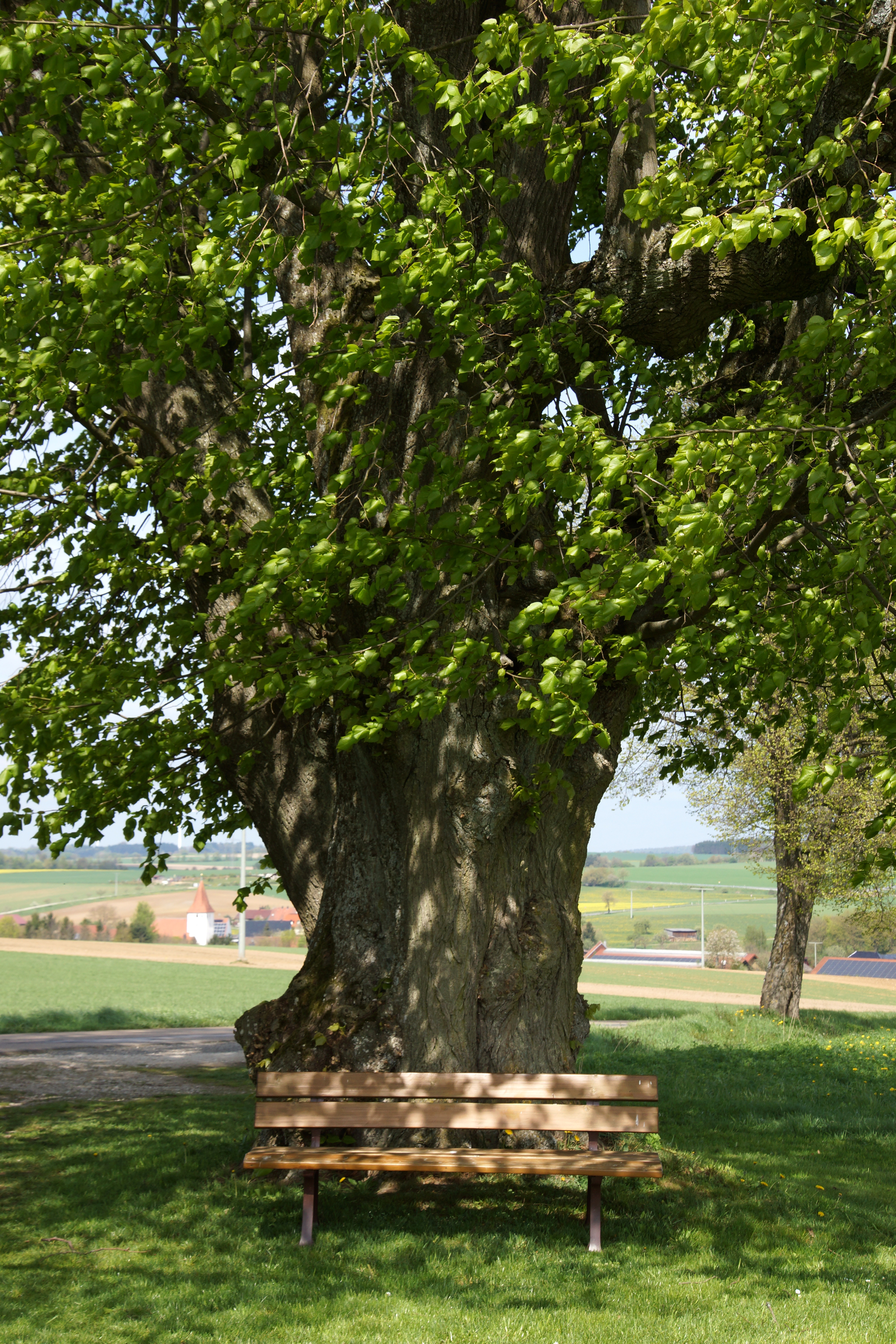
Stammumfang: 6,25 m